# Gottfried von Amiens
Gottfried von Amiens (Französisch: Geoffroy d’Amiens) (1066–1115) war Bischof von Amiens. Er ist ein Heiliger der Katholischen Kirche.

## Leben
Gottfried wurde 1066 in Moulincourt, in der Diözese Soissons, als drittes Kind einer Adelsfamilie geboren. Als seine Mutter starb, beschloss sein Vater Fulka, ins Kloster zu gehen. Gottfried wurde im Alter von fünf Jahren zu seinem Onkel Godefroid, dem Bischof von Soissons, in die Benediktinerabtei Mont-Saint-Quentin geschickt, wo sein Patenonkel Abt war. Während seiner Zeit in Saint-Quentin wurde Gottfried mit der Pflege der Kranken betraut und zum Krankenpfleger ernannt, der die Armen an der Pforte empfing.
Mit 25 Jahren wurde er vom Bischof von Noyon zum Priester geweiht und 1096 Abt der verfallenen Abtei Nogent-sous-Coucy in der Champagne, die wegen ihrer strengen Regeln bald sehr berühmt wurde. Gottfried ließ ein Armenhaus bauen und kümmerte sich persönlich um die Pflege der Kranken.
Er lehnte sowohl das Abbatiat von Saint-Remi als auch das Bischofsamt im Bistum von Reims ab, bevor er im Jahr 1103 gezwungen wurde, das Amt des Bischofs von Amiens anzunehmen. König Philipp und der Rat von Troyes wählten Gottfried unter anderem wegen seines Geschicks in geschäftlichen Angelegenheiten. Gottfried war dafür bekannt, dass er sich selbst und seinen Mitmenschen strenge Regeln auferlegte. Als Bischof behielt er seinen asketischen Lebenswandel bei, kritisierte den skrupellosen Adel und lud regelmäßig Arme zum Essen ins Bischofshaus ein. Dies führte zu einem Mordanschlag auf ihn. Nach der Legende kostete ein Hund vom vergifteten Wein und fiel danach tot um. Wegen seiner Unterstützung des Bürgertums von Amiens im Kampf gegen den Adel musste er in die Grande Chartreuse fliehen. 1115 wurde er jedoch in sein Amt zurückberufen.
Auf einer Reise nach Reims erkrankte er und suchte Zuflucht in der Abtei Saint-Crépin-le-Grand in Soissons, wo er am 8. November 1115 (oder 1118) starb.
Gottfrieds Leichnam wurde 20 Jahre nach seinem Tod im Hochaltar der Abteikirche Saint-Crépin beigesetzt. Die Kirche wurde von den Hugenotten verwüstet und 1798 abgerissen. Vom Verbleib seiner Reliquien ist nichts bekannt.